# Ясло
Я́сло (пол. Jasło) — місто в південно-східній Польщі, на річці Віслока. Адміністративний центр Ясельського повіту Підкарпатського воєводства. Має статус міської гміни. Патроном міста є святий Антоній.

## Історія
Під час Другої світової війни в місті діяв Український допомоговий комітет.

## Демографія
Демографічна структура станом на 31 березня 2011 року:
|          | Загалом | Допрацездатний вік | Працездатний вік | Постпрацездатний вік |
| -------- | ------- | ------------------ | ---------------- | -------------------- |
| Чоловіки | 17726   | 3274               | 12519            | 1933                 |
| Жінки    | 19345   | 3179               | 11733            | 4433                 |
| Разом    | 37071   | 6453               | 24252            | 6366                 |

## Архітектура
| Площа Ринок у Яслі |

## Особистості

### Народилися
- Генрик Добжанський (1897—1940) — польський військовик, партизан.
- Омелян Масляк (1893—1972) — український художник.
- Гуго Штейнгауз (1887—1972) — польський математик.